# Werner de Grez
Werner de Grez ( - eind 11e eeuw - Jeruzalem, 23 juli 1100), ook genoemd Garnier de Grez, was graaf van Graven (in het Frans: Grez) in het hertogdom Neder-Lotharingen. Hij was een vazal waarschijnlijk van de prins-bisschoppen van Luik en was kruisvaarder tijdens de Eerste Kruistocht.

## Levensloop

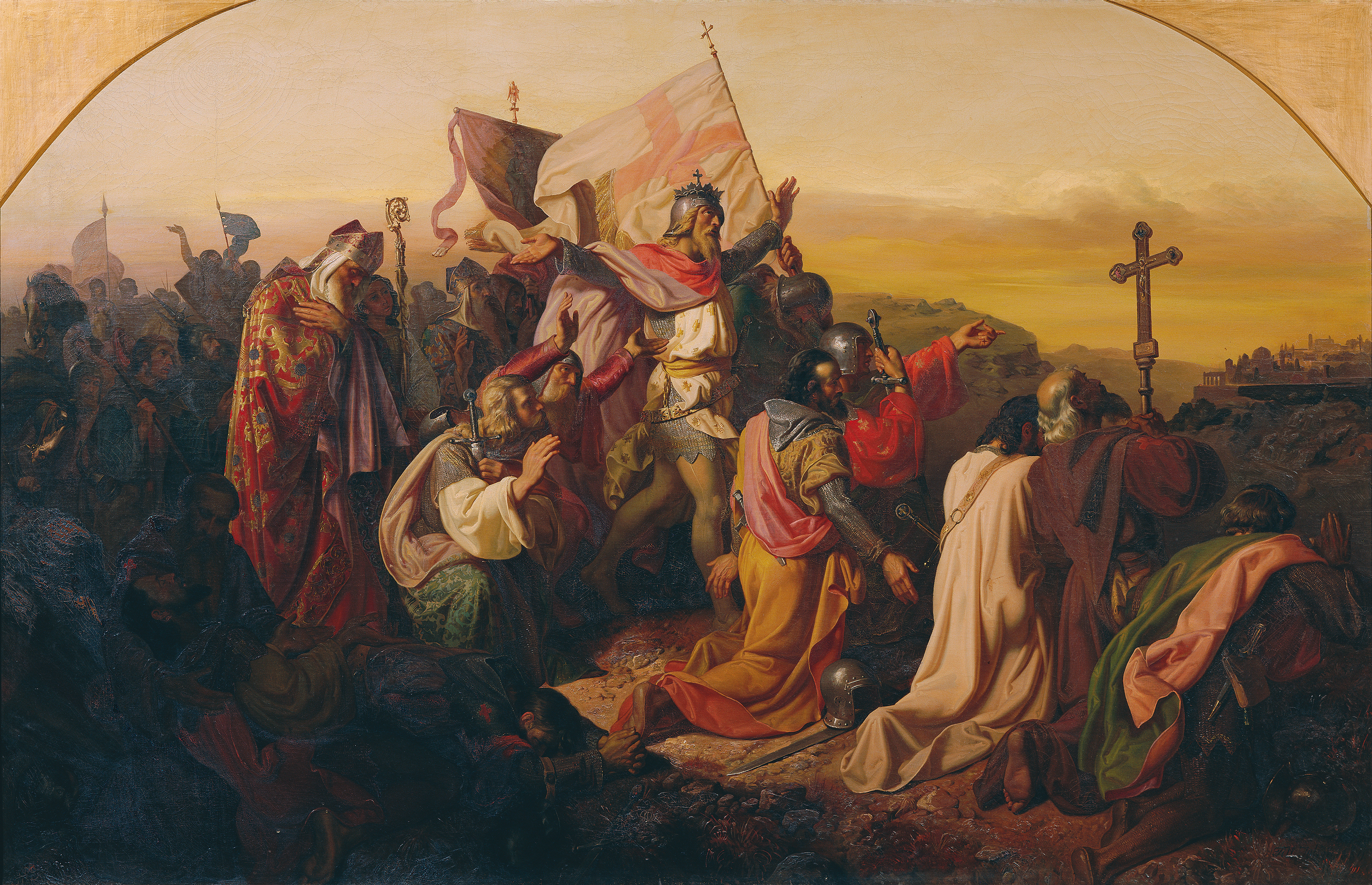
Godfried van Bouillon en zijn gevolg aan de poorten van Jeruzalem

Werner de Grez was samen met zijn jongere broer Henri graaf van Graven, een graafschap geprangd tussen het graafschap Leuven en de Brabantse bezittingen van de prins-bisschoppen van Luik. De namen van Werner en Henri duiken op op verkoopakten waarbij de abdij van Nijvel betrokken partij was.
Werner de Grez was een familielid van Godfried van Bouillon, hertog van Neder-Lotharingen; mogelijks was hij een neef. Bij de voorbereidingen van de Eerste Kruistocht was Werner de Grez actief, net zoals Godfried van Bouillon zelf. De reden was fondsen te verwerven voor de lange veldtocht. De Grez verkocht zijn allodium van Vaux gelegen in het bisschoppelijk graafschap Hoei. Hij verkocht Vaux aan de collegiale kerk van Fosses-la-Ville; Fosses was een van de Goede Steden van Luik. Met het geld/goud van de kanunniken van Fosses kon de Grez op kruistocht vertrekken. Volgens de legende stichtte hij nog de abdij van Florival alvorens te vertrekken.
Op kruistocht was Werner de Grez deel van het gevolg van Godfried van Bouillon. Zo was hij aanwezig bij Godfrieds bezoek aan Alexios I Komnenos, keizer van Byzantium. De Grez nam deel aan het beleg en de verovering van Jeruzalem (1099). Enkele maanden later stierf Godfried van Bouillon (1100). De Grez verschanste zich met de andere leden van Godfrieds gevolg in de vesting Jeruzalem; dit was nodig om gewapend te wachten tot de aankomst van Godfrieds broer Boudewijn uit Edessa. Werner maakte de aankomst niet meer mee want hij stierf acht dagen na Godfried van Bouillon. Hij werd begraven in de Kidronvallei net buiten Jeruzalem; voor de kroniekschrijvers was de Kidron de Vallei van Josaphat uit het Boek Joel.